# Amphinemura didyma
Amphinemura didyma är en bäcksländeart som beskrevs av Zhu, F. och Ding Yang 2002. Amphinemura didyma ingår i släktet Amphinemura och familjen kryssbäcksländor. Inga underarter finns listade i Catalogue of Life.